# 森科 (馬里)
森科（法語：Senko），是馬里的城鎮，位於該國西南部，由卡伊區的基塔省負責管轄，面積800平方公里，海拔高度311米，2009年人口9,701，人口密度每平方公里12人。